# Ekbert I. (Tecklenburg)
Ekbert I. von Tecklenburg (* um 1090; † 4. Februar 1150) war Graf von Tecklenburg.

## Leben
Ekbert war sächsischer Vasall und ab 1127 Graf. 1139 fiel ihm ein Teil des Erbes Graf Heinrichs von Zutphen († um 1122, vor 1127) zu und er nannte sich seither nach der Burg Tecklenburg. Er rückte an die Position der alten Grafen von Zutphen.
Der Streit, zum einen um dieses Erbe mit den Grafen von Ravensberg und Oldenburg, und zum anderen mit den Bischöfen von Osnabrück und Münster war bestimmend für sein Haus. Neben den wichtigsten Rechtstiteln für die Errichtung der Territorialherrschaft, Vogt von Münster, Vizevogt im Osnabrücker Nordland und in Corvey besaß er auch etliche Freistühle, wie Friesoythe, Addrup und auf dem Hümmling.

## Ehe und Nachkommen
Ekbert I. war in erster Ehe mit einer Tochter des Herzogs Walram II. von Limburg verheiratet. Aus dieser Ehe stammt
- Dietrich, Geistlicher

Nach dem Tod dieser Frau ehelichte Ekbert I. Adelheid von Zutphen-Geldern (* 1080, † 1156), Tochter des Grafen Gerhard III. von Wassenberg, eine Erbin der Bistumsvogtei von Münster. Aus dieser Ehe stammen
- Gerhard, Geistlicher
- Heinrich I. Graf von Tecklenburg, verheiratet mit Eilika von Oldenburg, Graf von Tecklenburg

| Vorgänger                | Amt                            | Nachfolger  |
| ------------------------ | ------------------------------ | ----------- |
| Heinrich von Tecklenburg | Graf von Tecklenburg 1127–1150 | Heinrich I. |

| Personendaten    | Personendaten             |
| ---------------- | ------------------------- |
| NAME             | Ekbert I.                 |
| ALTERNATIVNAMEN  | Ekbert I. von Tecklenburg |
| KURZBESCHREIBUNG | Graf von Tecklenburg      |
| GEBURTSDATUM     | um 1090                   |
| STERBEDATUM      | 4. Februar 1150           |